# ساندانسكي
ساندانسكي (بالفرنسية: Sandanski)‏ هي مدينة تقع في بلغاريا في مقاطعة بلاغويفغراد. يقدر عدد سكانها بـ 28,510 نسمة ومساحتها 26.867 كم2 وترتفع عن سطح البحر 296 متر.

## المناخ
يظهر الجدول التالي التغييرات المناخية على مدار السنة لساندانسكي:
| البيانات المناخية لـساندانسكي     | البيانات المناخية لـساندانسكي | البيانات المناخية لـساندانسكي | البيانات المناخية لـساندانسكي | البيانات المناخية لـساندانسكي | البيانات المناخية لـساندانسكي | البيانات المناخية لـساندانسكي | البيانات المناخية لـساندانسكي | البيانات المناخية لـساندانسكي | البيانات المناخية لـساندانسكي | البيانات المناخية لـساندانسكي | البيانات المناخية لـساندانسكي | البيانات المناخية لـساندانسكي | البيانات المناخية لـساندانسكي |
| الشهر                             | يناير                         | فبراير                        | مارس                          | أبريل                         | مايو                          | يونيو                         | يوليو                         | أغسطس                         | سبتمبر                        | أكتوبر                        | نوفمبر                        | ديسمبر                        | المعدل السنوي                 |
| --------------------------------- | ----------------------------- | ----------------------------- | ----------------------------- | ----------------------------- | ----------------------------- | ----------------------------- | ----------------------------- | ----------------------------- | ----------------------------- | ----------------------------- | ----------------------------- | ----------------------------- | ----------------------------- |
| متوسط درجة الحرارة الكبرى °م (°ف) | 8.5 (47.3)                    | 10.2 (50.4)                   | 15.5 (59.9)                   | 21.3 (70.3)                   | 26.7 (80.1)                   | 31.2 (88.2)                   | 34.8 (94.6)                   | 34.7 (94.5)                   | 30.5 (86.9)                   | 23.6 (74.5)                   | 15.7 (60.3)                   | 10.8 (51.4)                   | 22.0 (71.6)                   |
| المتوسط اليومي °م (°ف)            | 4.5 (40.1)                    | 6.2 (43.2)                    | 10.5 (50.9)                   | 16.2 (61.2)                   | 20.5 (68.9)                   | 24.4 (75.9)                   | 27.3 (81.1)                   | 27.3 (81.1)                   | 21.5 (70.7)                   | 16.8 (62.2)                   | 10.3 (50.5)                   | 6.5 (43.7)                    | 16.0 (60.8)                   |
| متوسط درجة الحرارة الصغرى °م (°ف) | 0.3 (32.5)                    | 1.1 (34.0)                    | 4.8 (40.6)                    | 9.5 (49.1)                    | 13.6 (56.5)                   | 17.1 (62.8)                   | 19.5 (67.1)                   | 19.5 (67.1)                   | 15.4 (59.7)                   | 11.2 (52.2)                   | 5.6 (42.1)                    | 1.7 (35.1)                    | 10.0 (50.0)                   |
| الهطول مم (إنش)                   | 32.3 (1.27)                   | 35.2 (1.39)                   | 31.4 (1.24)                   | 49 (1.9)                      | 41.1 (1.62)                   | 42.8 (1.69)                   | 35.8 (1.41)                   | 32 (1.3)                      | 29.5 (1.16)                   | 43.8 (1.72)                   | 53.4 (2.10)                   | 57.9 (2.28)                   | 484.2 (19.06)                 |
| متوسط أيام هطول الأمطار (≥ 1 mm)  | 5.3                           | 5.3                           | 5.2                           | 6.2                           | 6.9                           | 5.6                           | 4.5                           | 3.5                           | 4.2                           | 5.3                           | 6.3                           | 7.8                           | 66.1                          |
| متوسط الأيام المثلجة              | 4.1                           | 2.5                           | 0.4                           | 0.0                           | 0.0                           | 0.0                           | 0.0                           | 0.0                           | 0.0                           | 0.0                           | 0.4                           | 2.3                           | 9.7                           |
| ساعات سطوع الشمس الشهرية          | 123                           | 144                           | 195                           | 232                           | 295                           | 332                           | 362                           | 338                           | 256                           | 203                           | 133                           | 100                           | 2٬714                         |
| نسبة وصول أشعة الشمس              | 43                            | 49                            | 52                            | 54                            | 60                            | 69                            | 77                            | 78                            | 70                            | 58                            | 45                            | 36                            | 60                            |
| المصدر: stringmeteo.com           |                               |                               |                               |                               |                               |                               |                               |                               |                               |                               |                               |                               |                               |

## المدن التوأمة
مدينة فولغوغراد هي مدينة توأمة لـساندانسكي.

## أعلام
- سفيتوسلاف بتروف
- راتكو جانيف
- فاسيل ميتودييف
- يوري ايفانوف
- إليان ميتسانسكي